# K-League de 1995
A Korean Super League 1995 foi a 13º edição da principal divisão de futebol na Coreia do Sul, a K-League. A liga começou em março e terminou em novembro de 1995.
Sete times participaram da liga: Daewoo Royals, Pohang Atoms, LG Cheetahs, Hyundai Horang-i os estreantes Chunnam Dragons  e Jeonbuk Dinos.
O Yukong Elephants, deixou de participar
O Ilhwa Chunma Football Club foi o campeão pela terceira vez.